# ليو سكينر
ليو سكينر (بالإنجليزية: Leo Skinner)‏ هو سياسي أيرلندي، ولد في 1 أغسطس 1901، وتوفي في 27 يناير 1970. حزبياً، نشط في فيانا فايل. في 1943 Irish general election ‏، انتخب نائب دييل عن دائرة Cork North (Dáil constituency) ‏ وقد انضم خلال فترته النيابية ‏ (1 يوليو 1943 – 10 مايو 1944) للكتلة البرلمانية فيانا فايل وفي 1944 Irish general election ‏، انتخب نائب دييل عن دائرة Cork North (Dáil constituency) ‏ وقد انضم خلال فترته النيابية ‏ (9 يونيو 1944 – 11 ديسمبر 1947) للكتلة البرلمانية فيانا فايل.